# Городея (станция)
 «Городе́я» (бел. Гарадзе́я) — железнодорожная станция, расположенная в одноимённом городском посёлке Несвижского района Минской области. Станция расположена между остановочным пунктом Воротище и Липа. Рядом с дорогой Р11, проходящей через Поречаны — Новогрудок — Несвиж.

## История
- 2 июля 1944 года Советская армия заняла поселок и станцию Городея.

## Товарная станция
Осенью, в разгар уборочного сезона, в адрес сахарного завода приходят до четырёх тысяч тонн (порядка ста вагонов) свеклы в сутки.
С увеличением объёмов перевозок в осенне-зимний период за счет работы сахарного завода связана и особая специфика труда железнодорожников Городеи. Рост нагрузки на путевое хозяйство в холодное и дождливое осеннее время требует поддержания путей в идеальном состоянии. Ведь с этого предприятия в адрес хозяйств, сдающих сырье, возвращается жом — отходы переработки свеклы. Из него течет сок и попадает под вагоны. В результате между шпал, вокруг рельсов, стрелочных переводов порой намерзают целые глыбы льда, которые путейцам приходится ежедневно вырезать.

Есть в Городее ещё одна непростая особенность, которая усложняет работу, например дежурных по станции. Редко удается отправлять вагоны с сырьем для сахарного завода прямо на предприятие, подъездные пути которого часто заняты. Составы приходится вначале ставить перед вокзалом, закрывая проход пассажирам. Дежурному по станции необходимо тщательно спланировать перемещение вагонов со свеклой, время их стоянки, дабы не нарушить движение по главному ходу. Разумеется, при этом безупречно должны работать стрелки и все путевое хозяйство. Поэтому в Городее всегда самое серьёзное внимание уделяется его подготовке.

## Дальнее сообщение
| № поезда | Маршрут движения         | № поезда | Маршрут движения         |
| -------- | ------------------------ | -------- | ------------------------ |
| 611      | Витебск — Барановичи     | 612      | Барановичи — Витебск     |
| 627      |                          | 628      | Гродно — Минск           |
| 639      | Калинковичи - Барановичи | 640      | Барановичи — Калинковичи |
| 667      | Минск — Брест            | 668      |                          |
| 383      | Харьков - Барановичи     | 631      | Гомель - Гродно          |